# Togoperla
Togoperla is een geslacht van steenvliegen uit de familie borstelsteenvliegen (Perlidae). De wetenschappelijke naam van het geslacht is voor het eerst geldig gepubliceerd in 1907 door Klapálek.

## Soorten
Togoperla omvat de volgende soorten:
- Togoperla canilimbata (Enderlein, 1909)
- Togoperla clavata Stark & Sivec, 2008
- Togoperla condyla Li & DeWalt, 2012
- Togoperla fortunati (Navás, 1926)
- Togoperla limbata (Pictet, 1841)
- Togoperla noncoloris Du & Chou, 1999
- Togoperla perpicta Klapálek, 1921
- Togoperla poilanina (Navás, 1934)
- Togoperla shan Stark & Sivec, 1991
- Togoperla thinhi Cao & Bae, 2010
- Togoperla totanigra Du & Chou, 1999
- Togoperla triangulata Du & Chou, 1999
- Togoperla tricolor Klapálek, 1921